# Ordinand

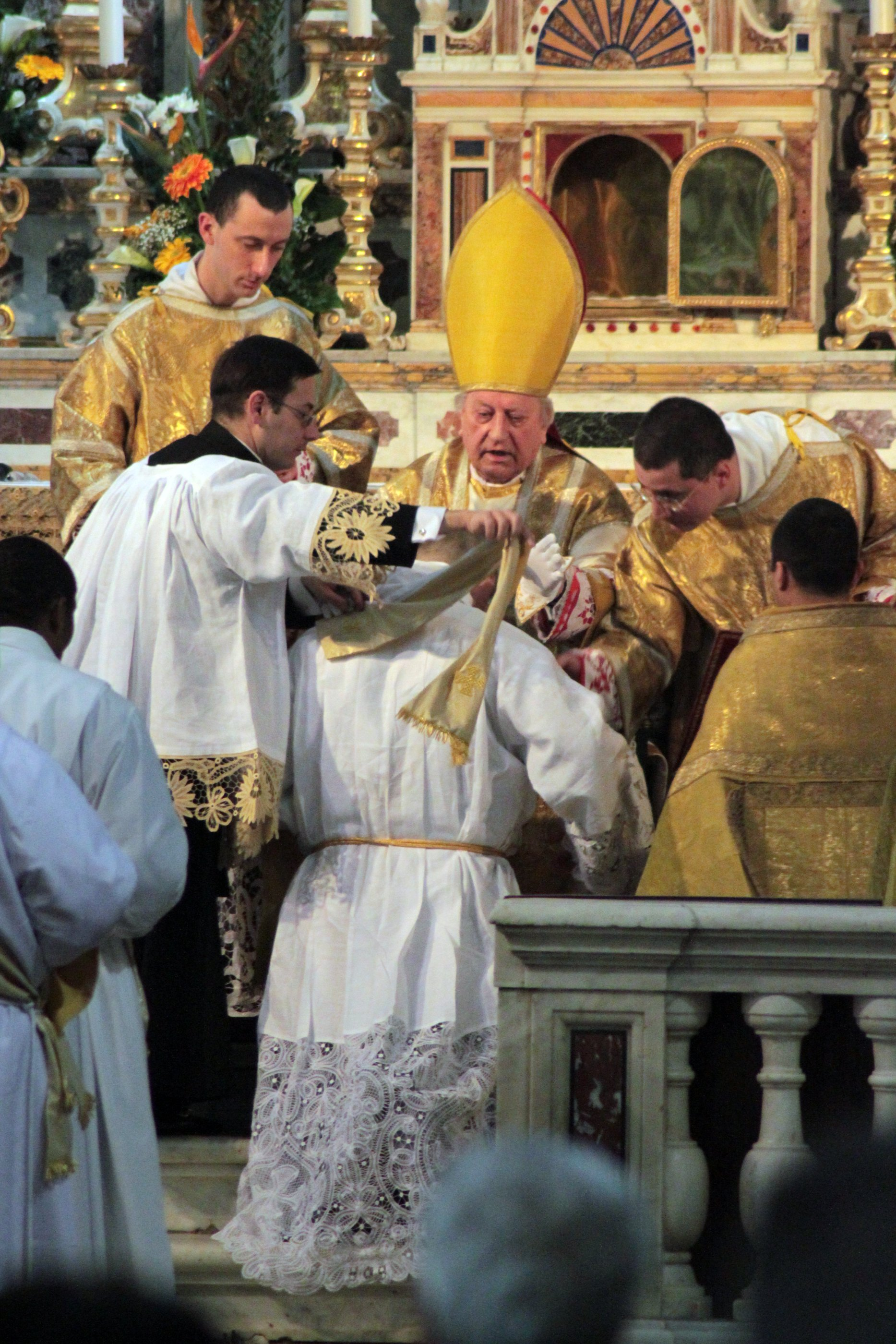
Ordination d'un prêtre dans l'ordre des Frères franciscains de l'Immaculée à Florence, Italie.

L'ordinand est le nom donné dans la liturgie catholique aux personnes, candidats, qui doivent être ordonnés ou qui vont l'être par un ordinateur (évêque) : diacres ou prêtres, c'est-à-dire les destinataires du sacrement de l'ordre. Le concept est souvent utilisé à la fois par les prenotanda des livres liturgiques et par le rite lui-même.
Après l'ordination, c'est-à-dire après l'imposition des mains par l'évêque, le livre liturgique change son nom d'ordinand à ordonné.